# Аерокоптер
49°36′21″ пн. ш. 34°30′50″ сх. д. / 49.605885° пн. ш. 34.513990° сх. д.
Аерокоптер — виробник вертольотів з Полтави, розробник і виробник легкого одномоторного двомісного гелікоптера АК1-3 і його модифікацій.

## Загальні відомості
Підприємство засновано 14 грудня 1999 року як АТ КБ «Аерокоптер» колишнього військового пілота-винищувача Ігоря Політучого і конструктора авіатехніки Олександра Запішного створення конструкторського бюро для розробки легкого вертольота і його дослідного виробництва. На основі проведених маркетингових досліджень було вирішено будувати легкий двомісний вертоліт із поршневим двигуном і вагою від 650 до 750 кг. Перший експериментальний вертоліт піднявся у повітря 12 жовтня 2001 року. На цьому дослідному зразку було виконано великий обсяг наземних і заводських льотних випробувань, що дозволило вдосконалити елементи конструкції, відпрацювати технологічні процеси виготовлення вузлів і деталей. Другий вертоліт АК1-3 злетів у липні 2003 року. Для проведення наземних випробувань вертольотів фахівці КБ розробили і створили спеціальний стенд, який дозволяє моделювати деякі польотні режими й експериментально визначати необхідні параметри. У процесі роботи з проектування та будівництва перших вертольотів вирішувалося завдання з укомплектування КБ професіоналами всіх рівнів, оснащення обчислювальною технікою і програмним забезпеченням. При проектуванні вертольота використовувалися сучасні програмні комплекси САРП та інтегровані програмні пакети Auto CAD, NASTRAN, Mechanical Desktop 4, Fluent, Xfoil, а також математичні моделі, розроблені співробітниками КБ з використанням сучасних чисельних методів. Проектування вертольота виконано згідно з «Нормами льотної придатності гвинтокрилих апаратів нормальної категорії» (АП-27). Великий обсяг теоретичних і експериментальних досліджень під час створення вертольота виконано завдяки тісному співробітництву «КБ Аерокоптер» з НАКУ ім. М. Є. Жуковського «ХАІ», НАУ та іншими науковими організаціями. Так, наприклад, виконано дослідження лопатей несучого і рульового гвинтів, а також інших елементів конструкції вертольота на статичну і динамічну міцність. Для забезпечення надійності функціонування найбільш відповідальних вузлів і агрегатів вертольота налагоджено тісну співпрацю з ЗМКБ «Прогрес» ім. О. Г. Івченка, ДП «ВО ПМЗ ім. А. М. Макарова з виготовлення елементів трансмісії, деталі головного і кермового редуктора. Для дослідного виробництва цехи підприємства «Аерокоптер» оснащено необхідний верстатний парк і технологічне устаткування. Загальна виробнича площа цехів і дільниць підприємства становить понад 1200 м². Далі планувалося побудувати п'ятимістний вертоліт, оснастивши його турбовальним двигуном АІ-450.
Гелікоптери КБ «Аерокоптер» користуються широким попитом за кордоном. Своєю простотою в керуванні, економічністю, високими льотними даними, універсальністю, відносно недорогою ціною вони викликали велику зацікавленість. Саме завдяки цим якостям колектив досить швидко і впевнено одержав усі необхідні сертифікати, у тому числі й міжнародні, щоб вийти на світовий ринок. На сьогодні гвинтокрили полтавського виробництва літають в Австрії, Австралії, Бельгії, Південно-Африканській Республіці, Франції, Італії, Туреччині, Грузії, Росії тощо. Вони використовуються для патрулювання, льодової та рибної розвідки, нагляду за лісами, газо- і нафтопроводами, гелікоптери стали у пригоді підрозділам автоінспекції, з надзвичайних ситуацій, пошуково-рятувальним службам, у спорті та дозвіллі. Особливою популярністю вони користуються у приватних осіб для власних потреб. В Україні кілька гелікоптерів закупив Кременчуцький льотний коледж для льотних навчань курсантів. АК1-3 витрачає значно менше пального ніж гелікоптери, які до цього часу використовувалися для навчання — Мі-2 та Мі-8.
Ексклюзивним постачальником вертольотів АК1-3 є компанія ТОВ «Аерокоптер Трейд».
Для збуту вертольотів на міжнародному ринку 2005 року в Харкові було зареєстровано ТОВ «Аерокоптер Трейд». Станом на 15 листопада 2009 року, контрольний пакет акцій компанії «Аерокоптер» перейшов до компанії «Perla Group International Ltd.» з Дубаю, яка планувала перенести виробництво в Дубай.

## Продукція
- АК1-3 «Санька»